# ザ・コーリング
ザ・コーリング
(The Calling)は、アメリカ合衆国のカリフォルニア州、ロサンゼルス出身のロックバンドである。彼らの代表曲"Wherever You Will Go"は日本でも有名。グループは2005年に解散したが、2013年に一度再結成し、2016年に再び再結成した。

## 経歴
バンドはアーロン・カミン(ギター)がアレックス・バンド(ボーカル)の妹とデートしているときに彼ら二人によって結成された。
彼らはまず最初に即興的な演奏(ジャム)を行い、1996年には歌を書き始めた。
そして、彼らは年が二倍のドラマーとバンド"ジェネレーションギャップ"で活動を始めた。
その頃はバンドにサックス演奏者がいて、それが歌により派手なＤ・マシューズのような音を与えた。
結局、彼らはその後"ギャップ"を捨て、"ネクスト・ドア"にバンド名を変更した。
それが功を奏し、ロン・フェアーの目に留まった。
カミンとアレックスは更に作詞作曲に集中し、アレックスのバリトン声も完成し始めたところで、新曲からはデュオの部分を消すというアイデアをフェアーにメールで送った。
彼らはすぐに近い音楽をバンドを見つける。マッチボックス・トゥエンティ、サード・アイ・ブラインド、トレイン、ファストボールなど。フェアーは彼らのデモに感動し、彼らと1999年にRCAにて契約を結んだ
彼らはバンド名を現在の"ザ・コーリング"に変更し、目的の意識の変化が反映させた。
RCAとの大きな契約や期待がある中、これがまた彼らに問題を生じさせた。
バンド自体がまだしっかりしていないことや、ファンを作ることなど。
しかしフェアーは彼らに地道なことをやらせるのではなく、完璧に仕上げたデビューアルバムを作ることを優先した。
主にスタジオミュージシャンと共に1999年から2001年の間にデビューアルバムはレコーディングされた。
その後バンドにはショーン・ウールステンハルム(元ライフハウス)(ギター)、ビリー・メーラー(ベース)、ネイト・ウッド(ドラム)が加入し、いくつかの曲は再レコーディングした。
彼らの最初のアルバム"Camino Palmero"が2001年7月に出され、すぐに"Wherever You Will Go"がヒットした。
テレビ番組ヤング・スーパーマンやコールドケース 迷宮事件簿でその曲が使用されるなどし、"Camino Palmero"は最終的に500万枚を売り上げ、アメリカでゴールドディスクを達成した。
2002年6月にウールステンハルムはザ・コーリングを脱退、さらに2002年10月にはメーラーとウッドも脱退した。
2003年11月、元メンバーのメーラーとウッドはアレックス、カーミンを詐欺行為で訴えた。彼らは著作権使用料などの利益の配分は保証されていたはずだと主張したが、アレックスとカーミンは彼ら二人は雇われていただけで著作権使用料を得る資格がなかったと主張した。
2004年6月、アルバム"two"を発表。
"Our Lives"(TVドラマ『クラブハウス』主題歌)、"Things Will Go My Way"、"Anything"をビデオ付きのシングルカットにて発表。
またツアーミュージシャンと共に2004年はツアーを精力的に行なった。
その時アレックスとカーミンはザ・コーリングとは常に二人のものだと言及したことでレーベルとバンド自体に大きなマーケティングと広告問題を引き起こした。
長かった世界ツアーの後、レーベルはますます離れていくバンドに対するサポートを止め、事実上バンドは解散することになった。
2005年7月、彼らはカリフォルニアで最後の演奏を行なったのち、無期限の活動休止を発表。
アレックスと新しいツアーミュージシャン（しばしばザ・コーリングと間違えられる）は2008年の今も時々活動をしている。
その後､2013年に一度再結成し、2016年に再び再結成。幾度かのメンバーチェンジをしたが、現在も活動している。
バンドの代表曲"Wherever You Will Go"はビルボード誌上にて、ここ10年来のアダルトポップソングと呼ばれている。

## メンバー
現在のメンバー
- アレックス・バンド(ボーカル) [1996年-2005年、2013年、2016年-現在]
- ダニエル・ダミコ(ギター) [2004年-2005年、2016年、2023年-現在]
- ドム・リベラティ(ベース) [2023年-現在]

過去のメンバー
- アーロン・カーミン(ギター) [1996年-2005年]
- ショーン・ウールステンフルム(ギター) [1996年-2002年]
- ビリー・メーラー(ベース) [1996年-2002年]
- ネイト・ウッド(ドラム) [1996年-2002年]
- ディノ・メネギン(ギター) [2002年-2003年]
- ショーン・キプ(ギター) [2013年]
- ジェイク・フェレス(ベース) [2013年]
- アート・パチェコ(ドラム) [2013年]
- ダニエル・トムソン(ドラム) [2016年-2022年]
- トラヴィス・ローフマン(ギター) [2016年-2022年]

## 作風
スタイルはオーソドックスでメロディアスなギターサウンドだが、アレックス・バンドの哀愁漂うボーカルが印象的である。代表曲の『Wherever You Will Go』が映画『コヨーテ・アグリー』に起用され、ヒットを記録した。

## ディスコグラフィ

### アルバム
| Year | Title          | Peak Chart Position | Peak Chart Position | Peak Chart Position | Peak Chart Position | Peak Chart Position | Peak Chart Position | Peak Chart Position | Peak Chart Position | Peak Chart Position | Peak Chart Position | Peak Chart Position | Peak Chart Position |
| Year | Title          | US                  | UK                  | GER                 | NL                  | ITA                 | AUT                 | SWI                 | FRA                 | SWE                 | AUS                 | NZ                  |                     |
| ---- | -------------- | ------------------- | ------------------- | ------------------- | ------------------- | ------------------- | ------------------- | ------------------- | ------------------- | ------------------- | ------------------- | ------------------- | ------------------- |
| 2001 | Camino Palmero | 36                  | 12                  | 8                   | 46                  | 16                  | 9                   | 26                  | 10                  | 11                  | 23                  | 9                   |                     |
| 2004 | Two            | 54                  | 9                   | 17                  | 66                  | 17                  | 19                  | 23                  | 40                  | 51                  | -                   | -                   |                     |

### シングル
| Year | Title                    | Peak Chart Position | Peak Chart Position | Peak Chart Position | Peak Chart Position | Peak Chart Position | Peak Chart Position | Peak Chart Position | Peak Chart Position | Peak Chart Position | Peak Chart Position | Peak Chart Position | Peak Chart Position | Peak Chart Position | Peak Chart Position | Peak Chart Position | Album                |
| Year | Title                    | US                  | US Mod              | US Main             | US Adult            | CAN                 | UK                  | GER                 | NL                  | ITA                 | AUT                 | SWI                 | FRA                 | SWE                 | AUS                 | NZ                  | Album                |
| ---- | ------------------------ | ------------------- | ------------------- | ------------------- | ------------------- | ------------------- | ------------------- | ------------------- | ------------------- | ------------------- | ------------------- | ------------------- | ------------------- | ------------------- | ------------------- | ------------------- | -------------------- |
| 2001 | "Wherever You Will Go"   | 5                   | 14                  | 37                  | 1                   | 20                  | 3                   | 16                  | 31                  | 1                   | 8                   | 7                   | 7                   | 14                  | 5                   | 1                   | Camino Palmero       |
| 2001 | "When It All Falls Down" | -                   | -                   | -                   | -                   | -                   | -                   | -                   | -                   | -                   | -                   | -                   | -                   | -                   | -                   | -                   | Camino Palmero       |
| 2002 | "Adrienne"               | 116                 | -                   | -                   | 22                  | -                   | 18                  | 68                  | 81                  | 15                  | 50                  | 64                  | -                   | -                   | -                   | -                   | Camino Palmero       |
| 2002 | "Could It Be Any Harder" | -                   | -                   | -                   | 35                  | -                   | -                   | -                   | -                   | 22                  | -                   | -                   | -                   | -                   | -                   | -                   | Camino Palmero       |
| 2003 | "For You"                | -                   | -                   | -                   | 10                  | -                   | -                   | 80                  | -                   | 19                  | -                   | 91                  | -                   | -                   | -                   | 45                  | Daredevil: The Album |
| 2004 | "Our Lives"              | -                   | -                   | -                   | 16                  | -                   | 13                  | 63                  | 65                  | 11                  | 72                  | 72                  | 65                  | 50                  | -                   | -                   | Two                  |
| 2004 | "Things Will Go My Way"  | -                   | -                   | -                   | -                   | -                   | 34                  | -                   | 99                  | -                   | -                   | -                   | -                   | -                   | -                   | -                   | Two                  |
| 2004 | "Anything"               | -                   | -                   | -                   | 23                  | -                   | -                   | -                   | 100                 | -                   | -                   | -                   | -                   | -                   | -                   | -                   | Two                  |

## 来日公演
- Special Showcase Live In Japan 2002
  - 2002年3月29日、新宿リキッドルーム
- Special Showcase Live In Japan 2004
  - 2004年9月13日、心斎橋CLUB QUATTRO
  - 2004年9月14日、SHIBUYA-AX